# Ut unum sint
Ut unum sint (česky Aby všichni byli jedno) je encyklika Jana Pavla II. ze dne 25. května 1995 deklarující snahu katolické církve o jednotu křesťanů (ekumenismus). Papež upozorňuje na nutnost a naléhavost sjednocení všech křesťanů. Zamýšlí se nad příčinami rozdělení a následném schizmatu a hledá cesty k jeho překonání.
Před vydáním encykliky proběhlo mnoho ekumenických setkání na všech úrovních života církve, teologický dialog mezi katolickou a protestantskou částí a došlo k znovuobjevením společných svědků víry, která potvrdily a prohloubily společenství s dalšími křesťany, společenství, které do jisté míry sice existuje, ale ne v plnosti. Římskokatolická církev nepovažuje jiné (nekatolické) křesťany za vzdálené nebo dokonce cizince, ale vidí v nich své bratry a sestry. Výraz „odloučení bratři“ je nahrazován slovy „další křesťané“ nebo „jiní pokřtění“. Papež ovšem trvá na jisté výlučnosti katolické církve a na trvalé a nezměnitelné hodnotě dogmat. Papežská služba je nejkontroverznějším tématem ekumenického dialogu a encyklika jí věnuje zvýšenou pozornost, vybízí k hledání způsobu vykonávání primátu, který by byl přijatelný pro všechny křesťany.